# Augusto Pestana (Rio Grande do Sul)
Augusto Pestana é um município brasileiro do estado do Rio Grande do Sul. Pertence à mesorregião do Noroeste Rio-Grandense e à microrregião de Ijuí.
Está localizado a 320 km a noroeste de Porto Alegre e a 1.540 km a sudoeste de Brasília. Dista cerca de 120 km da fronteira com a Argentina.
Na comparação com os demais municípios gaúchos, Augusto Pestana ocupa a 201ª posição em população, a 178ª em Produto Interno Bruto (PIB), a 149ª em PIB per capita, a 135ª em qualidade de vida (IDH-M) e a 58ª em qualidade de gestão fiscal (IFGF).
O município integra o Conselho Regional de Desenvolvimento Noroeste Colonial.

## História

### Origens
Ocupado por populações indígenas há pelo menos dez mil anos (Tradição Umbu), o atual território de Augusto Pestana integrou a região histórica das Missões Orientais, incorporada definitivamente ao Brasil em 1801. Cem anos mais tarde, as terras da coxilha do Cadeado (ou "serra do Cadeado"), entre os rios Conceição e Ijuizinho, começaram a ser demarcadas e colonizadas de forma sistemática por determinação do engenheiro Augusto Pestana, então diretor da colônia de Ijuí. Há, no entanto, registros de presença esparsa de imigrantes lusobrasileiros e italianos desde a década de 1870, e o nome "Cadeado" seria referência a uma porteira instalada nesse período no caminho entre Cruz Alta e Santo Ângelo (o topônimo original inspira o formato do brasão municipal de Augusto Pestana).
Em 29 de setembro de 1901, a região do Cadeado recebeu formalmente seus primeiros colonos: as famílias Hasse e Schünemann, imigrantes de origem pomerana. Em 5 de setembro de 1903, foi fundada a comunidade luterana da Santíssima Trindade do Rincão Seco. À diferença de Ijuí, cuja colonização envolveu a participação de mais de uma dezena de etnias, a formação de Augusto Pestana contou basicamente com comunidades de três origens: alemã, italiana e luso-brasileira.

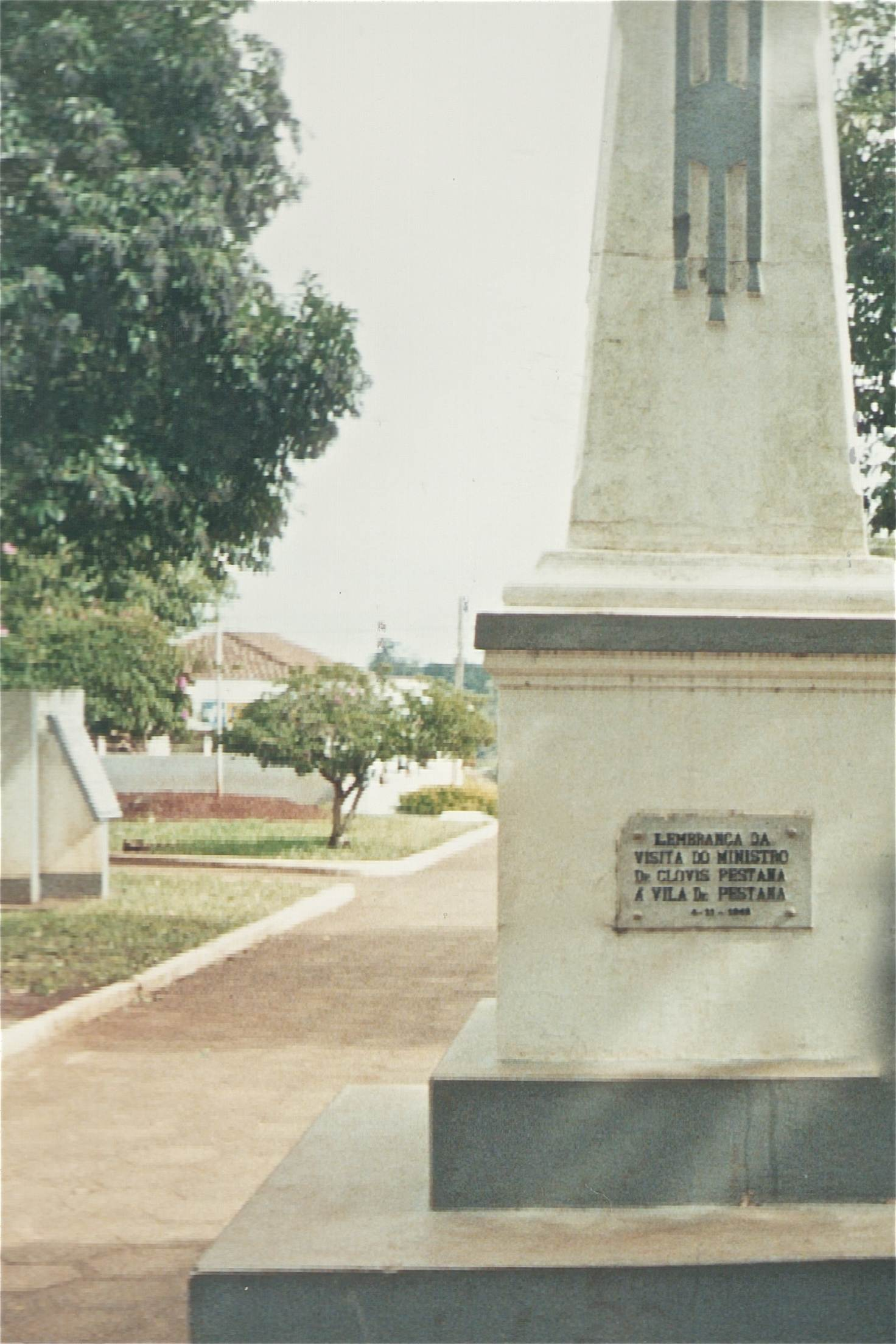
Obelisco de 1948 na Praça Farroupilha, Augusto Pestana (RS).

### Distrito de Doutor Pestana
Com a emancipação política de Ijuí em 1912, a colônia do Cadeado passou a compor o segundo distrito municipal, com o nome de Doutor Pestana. O núcleo urbano era conhecido como “Vila Doutor Pestana”. Em 9 de março de 1922, foi criada a paróquia católica de São José, que teve o padre palotino Francisco Burmann como primeiro vigário.
O distrito foi palco dos primeiros confrontos armados da Coluna Prestes. Segundo o relato de Luís Carlos Prestes, o comandante das tropas legalistas e ex-prefeito de Santa Maria, Júlio Bozano, foi morto pelo líder tenentista Mário Portela às margens do rio Conceição, na atual divisa entre Augusto Pestana e Ijuí, em 29 de dezembro de 1924.
Em 1939, por iniciativa do padre Burmann, a comunidade local fundou entidade beneficente para a construção de um hospital geral, inicialmente sob comando do clínico geral Orozimbo Corrêa Sampaio e, a partir de 1940, do otorrinolaringologista Orlando Dias Athayde, que teria papel chave na emancipação do município. O primeiro pavimento do Hospital São Francisco foi inaugurado em 24 de novembro de 1943.
Durante a Segunda Guerra Mundial, cerca de 14 soldados de Doutor Pestana lutaram pelo Brasil contra a Alemanha Nazista, na Itália. A lista de expedicionários pestanenses incluiu Artur Goergen, Eugênio Ladvig e Helmuth Matte, hoje homenageados com nomes de ruas do município. Em 1948, o então ministro da Viação e Obras Públicas, Clóvis Pestana, filho de Augusto Pestana, realizou visita oficial ao distrito, evento celebrado em placa no obelisco da Praça Farroupilha, centro do núcleo urbano.

### Emancipação
A expansão da triticultura gaúcha nas décadas de 1950 e 1960 viabilizou a emancipação municipal, aprovada por 95% dos eleitores pestanenses no plebiscito realizado em 25 de julho de 1965. O distrito foi elevado à condição de município por lei estadual de 1965 com o nome de Augusto Pestana, em homenagem ao engenheiro e líder republicano gaúcho, primeiro prefeito de Ijuí, fundador da Viação Férrea do Rio Grande do Sul e responsável pela colonização do Cadeado.
O município foi instalado em 14 de maio de 1966, e seu primeiro administrador foi o Dr. Athayde, presidente da comissão de emancipação municipal. A primeira eleição para prefeito e vereadores ocorreu em 15 de novembro de 1968.

## Geografia

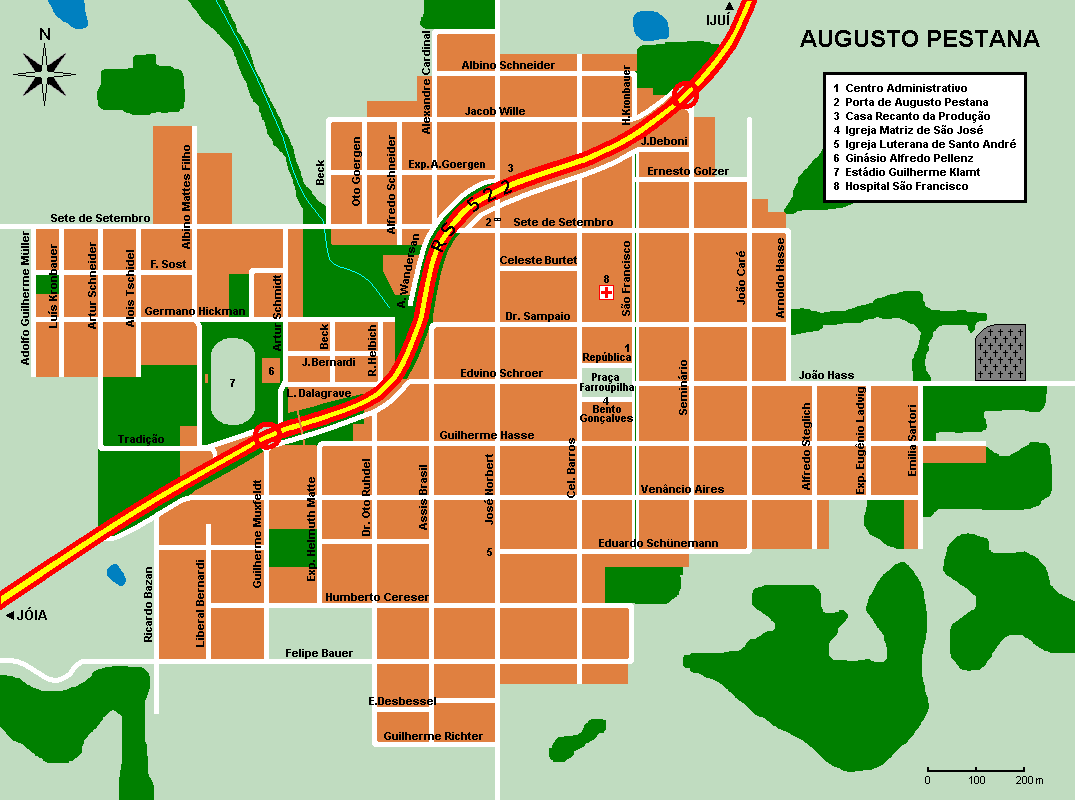
Mapa da cidade de Augusto Pestana (clique para ampliar).

O centro urbano de Augusto Pestana situa-se no paralelo 28º31'01'' sul e no meridiano 53º59'31'' oeste. O município é limitado ao norte por Ijuí e Coronel Barros, a oeste por Eugênio de Castro, ao sul por Joia e a leste por Boa Vista do Cadeado.
De acordo com o Instituto Brasileiro de Geografia e Estatística (IBGE), a área municipal total é de 347,439 km², o 167º maior município gaúcho em extensão territorial.
O acesso principal a Augusto Pestana é feito pela rodovia estadual RS 522, que cruza o município e faz a ligação com a BR 285 e a BR 392. As distâncias em relação às principais cidades da região são: Ijuí, 15 km; Joia, 21 km; Cruz Alta, 45 km; Santo Ângelo, 54 km. A distância rodoviária para Porto Alegre é de 405 km.

### Geologia, Relevo e Hidrografia
Localizado no extremo ocidental do Planalto do Rio Grande do Sul, o município é caracterizado por relevo pouco acidentado e por solos extremamente férteis, resultantes da decomposição de rochas basálticas.
A altitude do núcleo urbano (Praça Farroupilha) é de 390 metros sobre o nível do mar. As altitudes na zona rural variam entre 260 metros (baixo curso do rio Conceição, próximo à divisa com Coronel Barros) e 420 metros (elevação na coxilha do Cadeado, próxima à divisa com Boa Vista do Cadeado).
A área do município está contida na bacia do rio Ijuí, na região hidrográfica do rio Uruguai. Os dois maiores cursos d'água de Augusto Pestana são o rio Ijuizinho, que faz a divisa com Joia, e o rio Conceição, na divisa com Ijuí. O município é cortado por inúmeros córregos e arroios, todos com nascente na coxilha do Cadeado.

### Vegetação e Clima
O município encontra-se na transição entre os biomas Pampa e Mata Atlântica. Seu território, com vegetação original de campos e florestas, foi consideravelmente antropizado por atividades agrícolas e pastoris ao longo do século XX.
O clima do município é subtropical úmido (tipo Cfa segundo Köppen-Geiger), com quatro estações distintas, temperaturas altas no verão e invernos moderadamente frios. A temperatura média anual é de aproximadamente 18,5 °C. A máxima média mais alta ocorre em janeiro (30,7 °C) e a mínima média mais baixa, em julho (9 °C). As chuvas são bem distribuídas ao longo do ano, oscilando entre precipitações médias mensais de 133 e 184 mm.
| Dados climatológicos para Augusto Pestana | Dados climatológicos para Augusto Pestana | Dados climatológicos para Augusto Pestana | Dados climatológicos para Augusto Pestana | Dados climatológicos para Augusto Pestana | Dados climatológicos para Augusto Pestana | Dados climatológicos para Augusto Pestana | Dados climatológicos para Augusto Pestana | Dados climatológicos para Augusto Pestana | Dados climatológicos para Augusto Pestana | Dados climatológicos para Augusto Pestana | Dados climatológicos para Augusto Pestana | Dados climatológicos para Augusto Pestana | Dados climatológicos para Augusto Pestana |
| Mês                                       | Jan                                       | Fev                                       | Mar                                       | Abr                                       | Mai                                       | Jun                                       | Jul                                       | Ago                                       | Set                                       | Out                                       | Nov                                       | Dez                                       | Ano                                       |
| ----------------------------------------- | ----------------------------------------- | ----------------------------------------- | ----------------------------------------- | ----------------------------------------- | ----------------------------------------- | ----------------------------------------- | ----------------------------------------- | ----------------------------------------- | ----------------------------------------- | ----------------------------------------- | ----------------------------------------- | ----------------------------------------- | ----------------------------------------- |
| Temperatura máxima média (°C)             | 29                                        | 28                                        | 27                                        | 24                                        | 22                                        | 19                                        | 17                                        | 19                                        | 22                                        | 25                                        | 27                                        | 28                                        | 24                                        |
| Temperatura mínima média (°C)             | 19                                        | 18                                        | 16                                        | 14                                        | 11                                        | 8                                         | 6                                         | 9                                         | 10                                        | 13                                        | 16                                        | 17                                        | 13                                        |
| Precipitação (mm)                         | 150                                       | 134                                       | 133                                       | 161                                       | 156                                       | 165                                       | 136                                       | 134                                       | 162                                       | 184                                       | 136                                       | 145                                       | 1 796                                     |
| Fonte: AmbiWeb GmbH                       |                                           |                                           |                                           |                                           |                                           |                                           |                                           |                                           |                                           |                                           |                                           |                                           |                                           |

## Demografia

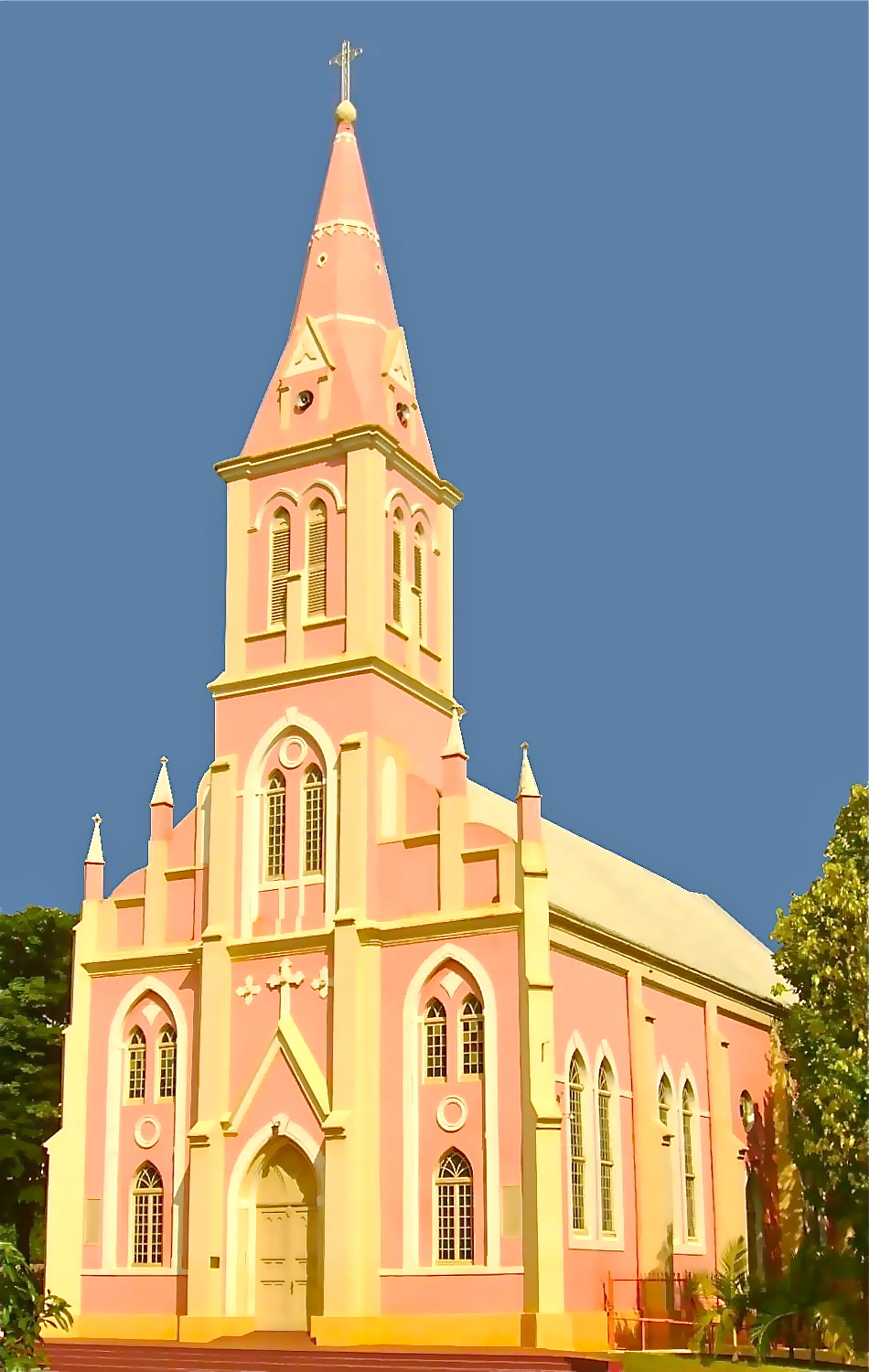
Igreja Matriz de São José (católica, erigida em 1926), Augusto Pestana (RS).

De acordo com o censo de 2010, Augusto Pestana tem 7.096 habitantes (3.609 mulheres e 3.487 homens). Pela primeira vez na história do município, a população urbana ultrapassou a rural (51,54% contra 48,46%). O IBGE estima que a população municipal tenha aumentado para 7.175 habitantes em 2015, revertendo a tendência de queda desde a emancipação. No censo de 1970, o primeiro após a criação do município, Augusto Pestana registrou 9.316 habitantes, dos quais apenas 956 na zona urbana.
A expectativa de vida do pestanense ao nascer é de 75,84 anos, enquanto a mortalidade infantil é de 12,4 por mil nascidos vivos. Do ponto de vista etário, 22% da população integra a faixa com menos de 15 anos, 64% a de 15-64 anos e 14% a de 65 anos ou mais.
O Índice de Desenvolvimento Humano Municipal (IDHM) de Augusto Pestana em 2010 é 0,743. O município está situado na faixa de desenvolvimento humano alto (IDHM entre 0,700 e 0,799). Entre 2000 e 2010, a dimensão que mais cresceu em termos absolutos foi a educação (0,141 pontos), seguida por renda e por longevidade. Na comparação do IDHM com os demais 5.564 municípios do Brasil, Augusto Pestana ocupa a 695ª posição.
Menos de 10% dos habitantes do município se declaram de cor preta, parda ou amarela. Sobrenomes de origem germânica, italiana e portuguesa são, pela ordem, os mais frequentes entre os pestanenses.
Cerca de 66% dos habitantes professam a religião católica e 32% são evangélicos, em sua maioria de confissão luterana. A paróquia católica de Augusto Pestana (São José) pertence à Diocese de Cruz Alta e a paróquia luterana integra o Sínodo do Planalto Rio-Grandense da Igreja Evangélica de Confissão Luterana no Brasil. Há outros cultos evangélicos representados na cidade.

## Idiomas regionais
O Riograndenser Hunsrückisch, ou hunriqueano riograndense em português, é uma língua minoritária sulbrasileira de origem germânica falada desde tempos pioneiros em Augusto Pestana bem como por milhares de pessoas espalhadas por vários outros municípios do estado e mesmo em regiões adjacentes.

## Administração
O município é dividido em dois distritos: o da sede e o de Rosário. O Poder Executivo é chefiado pelo prefeito Sérgio Neuberguer (MDB), eleito vice prefeito em 6 de outubro de 2024 com 2.615 votos (53,56% dos votos válidos), assumiu como prefeito em 01/01/2025 devido ao falecimento do titular da chapa Darci Sallet (MDB) em 16/11/2024 . O Poder Legislativo é exercido pela Câmara Municipal, com nove membros.
Augusto Pestana é sede de comarca do Poder Judiciário, com jurisdição também sobre o município de Joia.

### Eleições municipais
| data       | prefeito eleito | partido | votos do eleito | eleitores aptos |
| ---------- | --- | ------- | --------------- | --------------- |
| 15.11.1968 | Alfredo Schmidt | ARENA   | 754             | 3.376           |
| 15.11.1972 | Ary Hintz | ARENA   | 2.388           | 3.719           |
| 15.11.1976 | Alfredo Schmidt | ARENA   | 1.817           | 4.172           |
| 15.11.1982 | Orlando Pellenz | PDS     | 1.393           | 5.016           |
| 15.11.1988 | Darci Sallet | PMDB    | 3.028           | 5.124           |
| 03.10.1992 | Luís Menegol | PDT     | 2.851           | 5.509           |
| 03.10.1996 | Nelson Wille | PFL     | 2.456           | 5.751           |
| 01.10.2000 | Darci Sallet | PMDB    | 2.711           | 6.178           |
| 03.10.2004 | Darci Sallet | PMDB    | 3.267           | 6.187           |
| 05.10.2008 | Vilmar Zimmermann | PP      | 3.072           | 5.635           |
| 03.10.2012 | Darci Sallet* | PMDB    | 2.824           | 6.100           |
| 01.09.2013 | Luís Antônio Bohrer                                                                                                  | DEM     | 2.890           | 6.122           |
| 02.10.2016 | Vilmar Zimmermann | PP      | 3.063           | 6.257           |
| 15.11.2020 | Darci Sallet | MDB     | 2.541           | 5.031           |
| 15.11.2020 | Gilberto Zardim (assumiu após o falecimento do titular da chapa em 16/11/2024)                                       | PL      |                 |                 |
| 06/10/2024 | ***Darci Sallet***(faleceu antes de assumir a reeleição)                                                             | MDB     | 2615            | 5814            |
| 06.10.2024 | Sérgio Neuberguer (eleito vice prefeito, assumiu em 01/01/2025 após o falecimento do titular da chapa, Darci Sallet) | MDB     | 2615            | 5814            |

|

## Economia
Conhecido como "Recanto da Produção", o município de Augusto Pestana tem a economia baseada no agronegócio, em especial no cultivo de soja, milho e trigo e também na pecuária de leite e corte. De acordo com os dados mais recentes do IBGE (2013), o PIB municipal é de 238,4 milhões de reais, configurando um PIB per capita de 33,2 mil reais.
Incentivos para a agricultura familiar, no âmbito de plano plurianual de desenvolvimento, têm garantido a diversificação da economia local, com o crescimento da agroindústria, da fruticultura, da suinocultura e do cultivo de erva-mate, cana-de-açúcar, amendoim e fumo.
A renda média do habitante de Augusto Pestana passou de 419,01 reais em 1991 para 1.016,34 reais em 2010, um crescimento de 142,56%. A taxa média anual de crescimento foi de 11,23% no período 1991-2000 e de 118,08% no período 2000-2010. A extrema pobreza (medida pela proporção de pessoas com renda domiciliar per capita inferior a 70 reais) caiu de 12,67% em 1991 para 0,74% em 2010. A desigualdade diminuiu, tendo o Índice de Gini passado de 0,64 em 1991 para 0,49 em 2010.
Entre 2000 e 2010, a taxa de atividade da população de 18 anos ou mais passou de 78,30% em 2000 para 74,14% em 2010. Sua taxa de desocupação diminuiu de 4,49% em 2000 para 1,66% em 2010. Cerca de 52% dos pestanenses trabalham no setor agropecuário, 4% na indústria de transformação, 4% no setor de construção, 9% no comércio e 25% no setor de serviços.

## Infraestrutura Social e Urbana

### Educação
Augusto Pestana conta com cinco escolas municipais, sendo que três de ensino fundamental na área rural e duas de educação infantil na área urbana. Possui ainda duas escolas estaduais, uma delas de educação básica, localizada na cidade, e outra de ensino fundamental, localizada no distrito de Rosário. O município possui também uma escola particular de ensino fundamental e uma escola de educação especial (APAE). Por meio das redes municipal, estadual e particular, Augusto Pestana atende aproximadamente 1.600 alunos. A taxa de analfabetismo é de 4,2%.
A cidade está a apenas 15 km do campus central da Unijuí, principal pólo universitário do noroeste do Rio Grande do Sul.
A Biblioteca Pública Municipal Guilherme Clemente Koehler integra o Sistema Nacional de Bibliotecas Públicas e oferece à população acesso gratuito à internet.

### Saúde e Assistência Social
A população de Augusto Pestana é atendida por uma equipe multiprofissional de médicos, enfermeiros, técnicos de enfermagem, dentista, psicólogo, psiquiatra, nutricionista, fiscal sanitário, agente comunitário de saúde, atendente de farmácia, recepcionista e motoristas. Conta também com Centro de Convivência da Terceira Idade e Centro de Atenção Psicossocial (CAPS). Para casos que demandam maiores recursos, há o Consórcio Intermunicipal de Saúde (CISA). Técnicos de assistência social, com o apoio de voluntários, realizam o acompanhamento das famílias e promovem a inclusão social e profissional. O Centro Referência da Assistência Social (CRAS) atende e encaminha pessoas em situação de vulnerabilidade social e econômica.
A Associação Protetora Hospital São Francisco, entidade privada sem fins lucrativos, mantém desde 1943 o principal hospital geral da cidade, com área construída de 2.477 m².

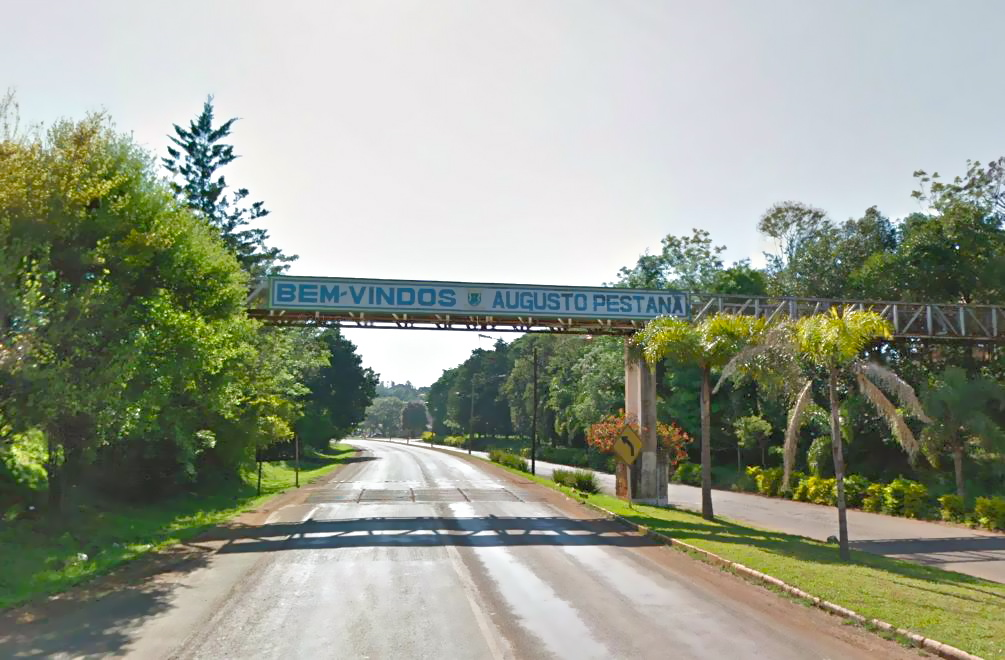
Passarela sobre a rodovia RS 522, Augusto Pestana (RS).

### Transportes
Há uma linha diária de ônibus entre Augusto Pestana e Ijuí, onde está localizado o aeroporto mais próximo (Aeroporto João Batista Bos Filho - IJU). O aeroporto mais próximo com voos comerciais regulares é o de Santa Maria, localizado a 186 km e servido pela companhia aérea Azul. Existe linha de transporte coletivo entre Augusto Pestana e o campus principal da Unijuí.
Segundo dados do Ministério das Cidades, a frota de veículos de Augusto Pestana inclui 2.351 automóveis de passageiros, 42 de transporte coletivo, 1.009 utilitários ou de emprego rural e 856 motocicletas.

### Habitação
Cerca de 90% da população pestanense vive em domicílios com água encanada. A cobertura de energia elétrica (urbana e rural) e de coleta de lixo (somente urbana) abrange mais de 99% das moradias do município.

### Meio Ambiente
Programa de educação ambiental nas escolas municipais tem sensibilizado a comunidade para a formação de atitudes e valores em defesa do desenvolvimento sustentável, conciliando a preservação e recuperação dos recursos naturais com atividades que gerem trabalho e renda. A ação municipal também inclui projetos de recuperação de nascentes, separação e destinação adequada de resíduos sólidos domésticos, fiscalização ambiental, saneamento básico urbano e rural, bem como manejo florestal rural e arborização urbana.

## Turismo, Cultura e Esporte

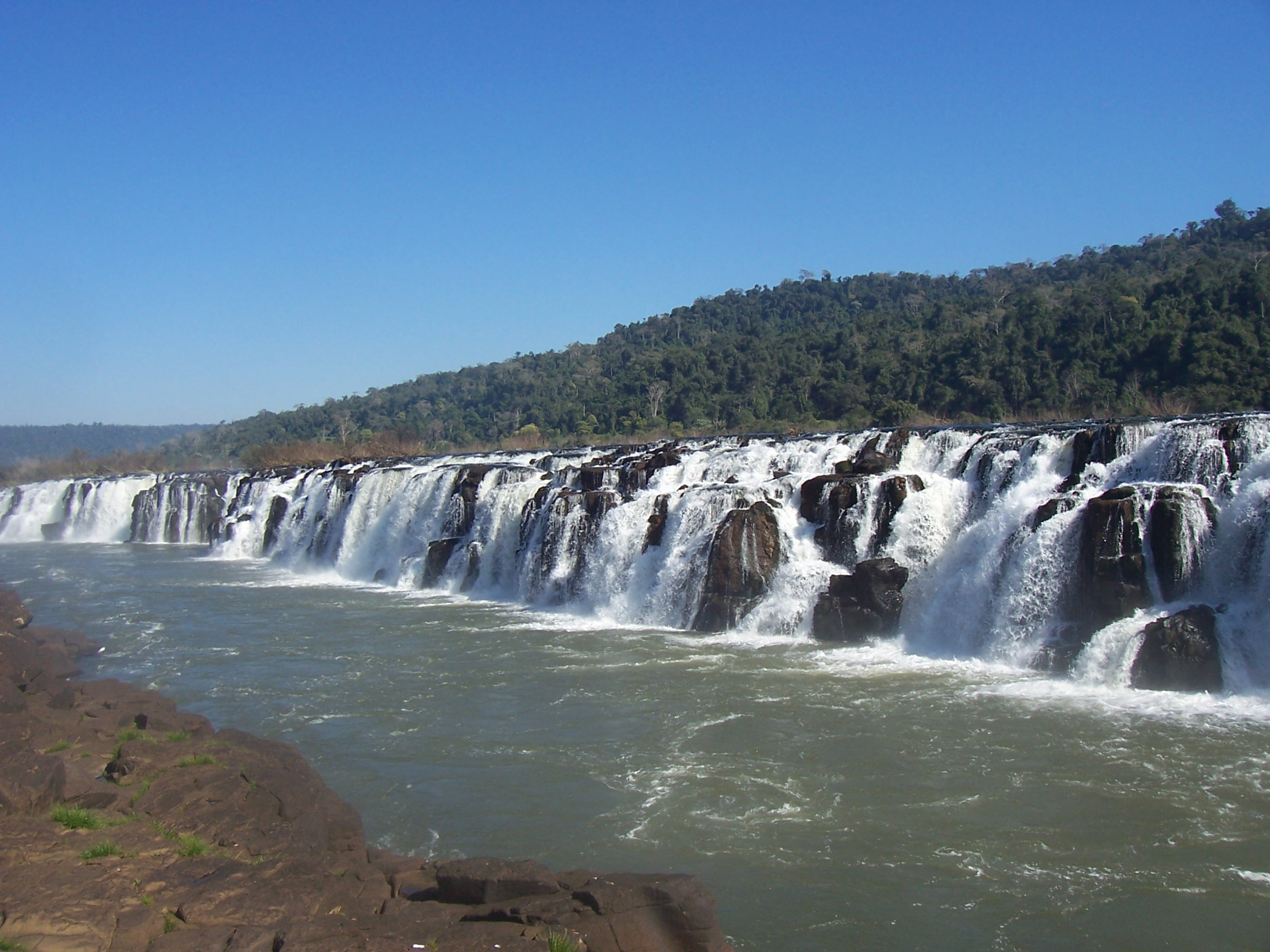
Augusto Pestana (RS) integra a rota turística do Salto do Yucumã.

Augusto Pestana está em área de grande potencial turístico, a 140 km do Salto do Yucumã (maior catarata longitudinal do mundo), a 60 km das ruínas de São Miguel das Missões (patrimônio mundial da humanidade) e a 40 km das ruínas de São João Batista. A cidade integra a rota turística do Yucumã.
O município mantém significativo calendário de eventos culturais e gastronômicos, que celebram as raízes teuto-brasileira, ítalo-brasileira e gauchesca da comunidade augusto-pestanense. Destacam-se entre os eventos:
- Festa da Uva: festival italiano no distrito de Rosário, no mês de janeiro.
- Degusta Augusto Pestana: feira de produtos alimentícios, no mês de julho.
- Lutherfest: festival alemão, no mês de outubro.
- ExpoAP: exposição-feira bienal no Parque de Exposições Alfredo Schmidt, no mês de dezembro.
- Arrocha STV: festa promovida pelo Bloco STV, no mês de setembro.
- Rodeio Crioulo: festival gauchesco promovido pelo CTG Porteira do Cadeado, no mês de dezembro.

Augusto Pestana tem um roteiro de turismo rural ("Caminhos da Produção"), que inclui os seguintes pontos: MD Quality Alimentos, Panificação Mendonça, Rapadura Scheer, Laticínios Beck, Caminho das Águas, Cantina del Nonno e a Casa Recanto da Produção (no centro urbano, à margem da RS 522, onde são comercializados artesanato e produtos agroindustriais locais e servido café colonial). O Museu Municipal Dr. Athayde, fundado em 2001, conta a história de Augusto Pestana e da colonização da região. Possui acervo documental e iconográfico, além de uma hemeroteca.
A Associação Comunitária para o Desenvolvimento Cultural e Artístico de Augusto Pestana (ACADESCA) mantém desde 2003 a rádio comunitária Liberdade FM 104.9 MHz.
A infraestrutura esportiva da cidade inclui o Estádio Municipal Guilherme Klamt e o Ginásio Alfredo Pellenz, onde são realizadas competições anuais de atletismo, futebol e futsal, entre outros esportes. Corridas de motocross são regularmente organizadas no Parque de Exposições Alfredo Schmidt.

## Pestanenses ilustres
- Celso Bernardi, deputado federal e estadual, presidente do Partido Progressista do Rio Grande do Sul.
- Artur Goergen, Eugênio Ladvig e Helmuth Matte, membros da Força Expedicionária Brasileira (FEB) durante a Segunda Guerra Mundial.
- Prof. Dr. Elenor Kunz, da Universidade Federal de Santa Catarina, um dos principais nomes da pedagogia do esporte no Brasil.